# Skärmyrloks naturreservat
Skärmyrloks naturreservat är ett naturreservat i Älvdalens kommun i Dalarnas län.
Området är naturskyddat sedan 2020 och är 181 hektar stort. Reservatet ligger norr om Mångsbodarna och består till stor del av gammal lavtallskog.